# Walls Have Eyes
Walls Have Eyes è il quarto album  del cantante  Robin Gibb, pubblicato nel 1985.

## Tracce
- Side 1

1. You Don't Say Us Anymore – 4:05
2. Like a Fool – 3:58
3. Heartbeat in Exile – 4:13
4. Remedy – 3:26
5. Toys – 5:03

- Side 2

1. Someone To Believe In – 3:31
2. Gone with the Wind – 3:35
3. These Walls Have Eyes – 4:20
4. Possession – 3:07
5. Do You Love Her? – 3:13